# Kiss (film 1998)
Kiss è un film diretto dal regista Richard LaGravenese.

## Trama
Una donna abbandonata dal marito cerca di rifarsi una vita. Trova solo solitudine e un amico non avvenente che l'ama, ma che lei non riesce ad amare. L'amicizia con lui tuttavia le restituisce serenità e le fa intravedere nuove speranze per il suo futuro.